# كيفن هيتشكوك
كيفن هيتشكوك (بالإنجليزية: Kevin Hitchcock) هو لاعب كرة قدم بريطاني، ولد في 5 أكتوبر 1962 في Canning Town ‏ في المملكة المتحدة. لعب مع تشيلسي ونادي مانسفيلد تاون ونادي نورثامبتون تاون ونادي واتفورد ونوتينغهام فورست ووست هام يونايتد.

## وصلات خارجية
- كيفن هيتشكوك على موقع قاعدة بيانات كرة القدم.إي يو (الإنجليزية)
- كيفن هيتشكوك على موقع Soccerbase.com (لاعب) (الإنجليزية)
- كيفن هيتشكوك على موقع عالم كرة القدم.نت (الإنجليزية)